# Tập đoàn quân
Tập đoàn quân hay Đạo quân là thuật ngữ chỉ một đại đơn vị cấp chiến dịch – chiến lược trong tổ chức quân đội chính quy tại một số nước có quân đội rất lớn như Liên Xô, Liên bang Nga, Đức Quốc xã, Anh, Mỹ..., hợp thành từ các quân đoàn hoặc các nhóm sư đoàn hỗn hợp, được sử dụng chủ yếu trong hai cuộc thế chiến.